# Campeonato Chileno de Rally 2005
O Campeonato Chileno de Rally 2005 foi a 25ª edição do Campeonato Chileno de Rally e a sexta com o nome atual. Tudo começou em 15 de abril e terminou em 17 de dezembro. Houve um total de 8 citações, incluindo uma com pontuação dupla. Entre as novidades está a inclusão da data em Coyhaique, à os meados de abril, para substituir Talca e a transferência do Rally de Talca, que até o ano anterior acontecia nas estradas de Pucón, para a cidade de Santiago. a final na data compartilhada de Puerto Montt.
As categorias participantes foram o N-2 (veículos com tração em uma única roda até 1600 cc). O N4 (veículos até 2.000 cc com tração integral), este último composto apenas pelo Subaru Impreza WRX, pelo Subaru Impreza STi e pelo Mitsubishi Lancer Evo VIII e pelo N-3 (veículos com tração integral até 2.000 cc).
Só há uma informação importante a sublinhar nesta temporada, a primeira é na categoria N-4 com a participação do piloto de Concepción, Cristián Navarrete, do rali Coyhaique (primeiro encontro do campeonato) que está classificado em 7º em 1 de suas 8 datas consecutivas, não terminou em 2 de suas 8 datas consecutivas, não terminou em 3 de suas 8 datas consecutivas e também não terminou em 8 datas consecutivas e em qualquer das duas no final, ele terminou em sétimo lugar no classificação geral.
A categoria N-4 foi definida na penúltima data a favor do piloto de Concepción, Jorge Martínez Fontena, que obteve o título de campeão pela primeira vez na categoria, a segunda foi para o também piloto de Concepción, Enzo Innocenti e o terceiro lugar foi para o também piloto da Concepción Dino Innocenti.
Na categoria N-3, que teve mais participantes nesta temporada do que na anterior, os louros foram para o piloto de Santiago Ramón Ibarra, enquanto o campeonato da marca foi para a equipe Hyundai Automotores Gildemeister e na N-2, o temuquense, Osvaldo Stuardo, venceu.

## Participantes

### Categoria N-4
| N. | Piloto                 | Co-piloto          | Auto                       | A partir de  | Patrocinador |
| -- | ---------------------- | ------------------ | -------------------------- | ------------ | --- |
| 1  | Federico Villagra      | Javier Villagra    | Mitsubishi Lancer Evo VIII | Argentina    | Mitsubishi Motors - Mobil - El Mercurio - Pirelli |
| 2  | Gerardo Rosselot       | Jaime Rojas        | Mitsubishi Lancer Evo VIII | Viña del Mar | Mitsubishi Motors - Automotriz Rosselot - La Tercera - Mobil - Pirelli |
| 3  | Luis Ignacio Rosselot  | Ricardo Rojas      | Mitsubishi Lancer Evo VIII | Viña del Mar | Mitsubishi Motors - Automotriz Rosselot - La Tercera - Mobil - Pirelli |
| 4  | Enzo Innocenti         | Eduardo Aguirre    | Subaru Impreza STi         | Concepción   | Finning - Inacap - Hyster - Abastible - Pirelli - Helicópteros del Pacífico |
| 5  | Daniel Mas             | Luis Arias         | Subaru Impreza STi         | La Serena    | Ecomac - Concreces - Pirelli - La Tercera - Loctite |
| 6  | Jorge Martínez Fontena | Alberto Álvarez    | Mitsubishi Lancer Evo VIII | Concepción   | Duoc UC - Cabur Competición - Loctite - Crónica - Sherwin Williams - Padilla y Villouta - Henkel - Pirelli - Teroson - Renault Trucks - Bonderite - Vidrios Bizama - El Sur - Rodar |
| 7  | Dino Innocenti         | Guillermo Cárdenas | Subaru Impreza STi         | Concepción   | Mobil - Serfocol - Pirelli - SKC Comercial |
| 8  | Walter Suriani         | Cristóbal Arenas   | Subaru Impreza STi         | Argentina    | Point Cola - Adelco - Embotelladora Llacolén - Pirelli - Redpower |
| 9  | Ricardo Concha         | Ricardo Kember     | Mitsubishi Lancer Evo VIII | Santiago     | Mitsubishi Motors - Mobil - El Mercurio - Pirelli |
| 10 | Jorge Martínez Torres  | Juan Pablo Vergara | Subaru Impreza WRX         | Concepción   | Duoc UC - Cabur Competición - Loctite - Crónica - Sherwin Williams - Padilla y Villouta - Henkel - Pirelli - Teroson - Renault Trucks - Bonderite - Vidrios Bizama - El Sur - Rodar |
| 11 | Jordi Serón            | Jorge Serra        | Mitsubishi Lancer Evo VIII | Concepción   | Irenesa - Serón - Flight Service - Mobil - Pirelli |
| 12 | Claudio Menzi          | Diego Curletto     | Subaru Impreza WRX         | Argentina    | Point Cola - Adelco - Embotelladora Llacolén - Pirelli - Redpower |

Categoria N-3
| N. | Piloto                  | Co-piloto               | Auto                      | A partir de  | Patrocinador |
| -- | ----------------------- | ----------------------- | ------------------------- | ------------ | --- |
| 13 | Matías Pilasi           | Diego Cagnotti          | Toyota Corolla            | Santiago     | Mobil - Toyota - Majorette - Bacardí - Sony Ericcson - Movistar - Michelin                                                                                             |
| 14 | Pietro Porfiri          | Eugenio Carvallo        | Nissan Primera            | San Felipe   | Nissan Marubeni - Pioneer - Pirelli - Nokia |
| 15 | Gabriel Pozzo           | Daniel Stillo           | Nissan Primera            | Argentina    | Nissan Marubeni - Pioneer - Pirelli - Nokia |
| 16 | Osvaldo Pirles          | José María Rodríguez    | Hyundai Coupe             | Argentina    | Automotores Gildemeister - Mobil - Pirelli |
| 17 | Ramón Ibarra            | Antonio de Gavardo      | Hyundai Coupe             | Santiago     | Automotores Gildemeister - Mobil - Pirelli |
| 18 | Luis Westermeier        | Eugenio Silva           | Nissan Primera            | Puerto Montt | Nissan Marubeni - Pioneer - Pirelli - Nokia |
| 19 | Eliseo Salazar          | Pablo Vargas            | Hyundai Coupe             | Santiago     | Automotores Gildemeister - Mobil - Pirelli - Copec - Cerveza Cristal - Entel PCS - El Mercurio                                                                         |
| 20 | Juan Francisco Carrasco | María Victoria Carrasco | Chevrolet Astra Hatchback | Punta Arenas | Movicenter - Silverstone - Würth - Inacap - Denso - Chevrolet Coseche - JVC - La Tercera                                                                               |
| 21 | Eduardo Valdés          | Gustavo Beccaria        | Chevrolet Astra Hatchback | Santiago     | Movicenter - Silverstone - Würth - Inacap - Denso - JC Ridolfi - JVC - La Tercera - Meta                                                                               |
| 22 | Cristóbal Ibarra        | Aldo Zambra             | Chevrolet Astra Hatchback | Santiago     | Movicenter - Silverstone - Würth - Inacap - Denso - JC Ridolfi - JVC - La Tercera - ACHS - Meta                                                                        |
| 23 | Marcelo Yáñez           | Sergio Dal-Dosso        | Hyundai Coupe             | Puerto Montt | Automotores Gildemeister - Mobil - Pirelli - Distribuidora Rabié - Mayonesa Hellmann's - Clorox - Ballerina - Elite - Axe - Gillette Mach 3 - Duracell - Velas Alondra |
| 24 | Ramón Ferreyros         | Fabián Cretu            | Peugeot 307               | Peru         | Peugeot Chile - Mobil - ValService - Gallyas - Pirelli |
| 25 | Cristóbal Vidaurre      | Nicolás Levalle         | Honda Civic               | Santiago     | Honda - Mobil - DuPont - Puma - Michelin |
| 26 | Carlos Barrie           | Javiera Barrie          | Ford Focus                | Temuco       | Helicópteros del Pacífico - París - Ford - Mobil - Pirelli |
| 27 | Claudio Moya            | Juan Catalán            | Honda Civic               | Santiago     | Honda - Mobil - DuPont - Puma - Michelin |
| 28 | Álvaro Cabello          | Christian Troncoso      | Chevrolet Astra Hatchback | Concepción   | Chevrolet Coseche - First - Wynn's - JC Ridolfi |
| 29 | Eduardo Fernández       | Eugenio Allendes        | Nissan Sentra             | Santiago     | Automotora Agustinas - Nissan Cidef - JVC - Enova |
| 30 | Juan Carlos Carbonell   | Alejandro Serrano       | Nissan Primera            | Santiago     | Red Bull - Timex - Cine Hoyts - Hot Wheels - Xperto - Capel - ADT - Duracell - Lotto - Pirelli - Triunfo                                                               |
| 31 | Marcelo Vildósola       | Luis Espinoza           | Nissan Primera            | Los Ángeles  | Monroe - Atlanta - Importadora Gimport - Bosch - Moog |
| 32 | Gonzalo Huerta          | Fernando Mussano        | Peugeot 307               | Santiago     | Peugeot Chile - Mobil - ValService - Gallyas - Pirelli |
| 33 | Emilio Paredes          | Enrique Feest           | Nissan Primera            | Puerto Montt | Áridos Paredes - Kit Car and Truck - Mobil - Pirelli |
| 34 | Juan Pablo Silva        | Cristián de la Cerda    | Nissan Primera            | Santiago     | Automotora Agustinas - Nissan Cidef - JVC - Enova - Henkel - Teroson - Loctite - Ichiban                                                                               |

Categoria N-2
| N. | Piloto                | Co-piloto             | Auto              | A partir de   | Patrocinador |
| -- | --------------------- | --------------------- | ----------------- | ------------- | --- |
| 35 | Marcelo Pérez         | Sergio Rosas          | Mitsubishi Colt   | Osorno        | Concreces - Silverstone - Automotora Mesa - Club Sport - Brisk - Loctite - Sparco - RS Lubricantes Osorno                                                                           |
| 36 | Osvaldo Stuardo       | Rodrigo Stuardo       | Mitsubishi Lancer | Iquique       | Point Cola - Adelco - Embotelladora Llacolén - Michelin - Redpower |
| 37 | Emilio Ahumada        | Pablo Cabrera         | Renault Clio      | San Felipe    | Dolorub - Empreservi - Amortiguadores Atlanta - Ecolife - Mobil - Amortiguadores Rancho                                                                                             |
| 38 | Ángel Bartolomé       | Rodrigo Chacón        | Renault Clio      | Santiago      | Automotriz Ovalle - Servicio Automotriz Mauricio Albornoz - Germani - Constructora Independencia - París                                                                            |
| 39 | Alejandro Burgos      | Felipe Espinoza       | Renault Clio      | Concepción    | Duoc UC - Cabur Competición - Loctite - Crónica - Sherwin Williams - Padilla y Villouta - Henkel - Pirelli - Teroson - Renault Trucks - Bonderite - Vidrios Bizama - El Sur - Rodar |
| 40 | Giovanni Innocenti    | Claudio Ocampo        | Nissan Platina    | Concepción    | Automotora Sergio Escobar y Cia. - Nissan Marubeni - Pirelli - Mobil - JVC |
| 41 | Luis Núñez            | Javier Acevedo        | Nissan Platina    | Catemu        | Automotora Agustinas - Nissan Cidef - Entel PCS - JVC |
| 42 | Óscar Carrasco        | Cristián Castro       | Daihatsu Sirion   | Talca         | Bujías Pacheco - PPG - Irenesa - Automotriz Quelle - Helicópteros del Pacífico - Bosch                                                                                              |
| 43 | Cristián Navarrete    | Barry Cruces          | Renault Clio      | Concepción    | Duoc UC - Cabur Competición - Loctite - Crónica - Sherwin Williams - Padilla y Villouta - Henkel - Pirelli - Teroson - Renault Trucks - Bonderite - Vidrios Bizama - El Sur - Rodar |
| 44 | Jaime Hinzpeter       | Alfredo Castro        | Seat Ibiza        | Santiago      | Caterpillar - Brooks - Falken |
| 45 | Leopoldo Vargas       | Félix Silva           | Chevrolet Corsa   | Temuco        | Movicenter - Silverstone - Würth - Inacap - Denso - JC Ridolfi - JVC - La Tercera                                                                                                   |
| 46 | Juan Carlos Abugarade | Miguel Concha         | Mitsubishi Lancer | San Felipe    | VicVar - Mobil - Falken - Escapes Valenzuela |
| 47 | Carlos Burgos         | Cecilia Jarpa         | Renault Clio      | Talcahuano    | Duoc UC - Cabur Competición - Loctite - Crónica - Sherwin Williams - Padilla y Villouta - Henkel - Pirelli - Teroson - Renault Trucks - Bonderite - Vidrios Bizama - El Sur - Rodar |
| 48 | Felipe Padilla        | Sergio Concha         | Renault Clio      | Concepción    | Duoc UC - Cabur Competición - Loctite - Crónica - Sherwin Williams - Padilla y Villouta - Henkel - Pirelli - Teroson - Renault Trucks - Bonderite - Vidrios Bizama - El Sur - Rodar |
| 49 | Ricardo Valverde      | Francisco Castro      | Toyota Yaris      | Nueva Braunau | Taller Panamericana Sur - Smartcom - New Dream Discoteque - Falken |
| 50 | Andrés Urrutia        | Carlos Maldonado      | Suzuki Swift      | Castro        | Suzuki - Impresoras Lexmark - Mobil - Socovesa - Pirelli |
| 51 | Carlos Jáuregui       | Álvaro Rosas          | Mitsubishi Lancer | Santiago      | Bus Norte - Dunlop - Kit Car and Truck - Loctite - Mobil |
| 52 | Sebastián Negrete     | Pablo Echeverría      | Nissan Sentra     | Santiago      | Automotora Agustinas - Nissan Cidef - Constructora Praga |
| 53 | Claudio Betancourt    | Rodrigo Stark         | Nissan V16        | Coyhaique     | Jorquera - Pirelli - Mobil - Neu-Bat - Coexla - Ragal - Copec |
| 54 | Ricardo Vallebuona    | Patricio Kuschel      | Volkswagen Gol    | Concepción    | Hyster - Requimaq - Secab - Würth - Zava Electric - OHB |
| 55 | Sebastián Eterovic    | Edgardo Raglianti     | Mitsubishi Lancer | Santiago      | Eterovic - Schiappacasse - Mitsubishi Motors - Mobil |
| 56 | Andrea Barrie         | Silvia Barrie         | Mitsubishi Lancer | Temuco        | Helicópteros del Pacífico - París - Mitsubishi Motors - Mobil - Michelin |
| 57 | Raúl Willer           | Cristián Moreira      | Mitsubishi Colt   | Osorno        | Concreces - Silverstone - Automotora Mesa - Club Sport - Brisk - Loctite - Sparco - RS Lubricantes Osorno                                                                           |
| 58 | Marcelo Mansilla      | Juan Eduardo Jorquera | Toyota Yaris      | Puerto Montt  | Instituto del Pacífico - C.A.V. Construcciones Limitada - Buses Jordan - Inacap - Stihl                                                                                             |
| 59 | Paulo Otero           | Paulo Otero Jr.       | Mitsubishi Colt   | Santiago      | Todo Escape Automotriz |
| 60 | Ernesto Rojas         | Gastón Riesco         | Mitsubishi Colt   | Santiago      | Todo Escape Automotriz |
| 61 | Mathias Quiroz        | María Paz Roses       | Mitsubishi Lancer | Los Andes     | Bus Norte - Dunlop - Kit Car and Truck - Loctite - Mobil |
| 62 | Juan Carlos Fröhlich  | Jaime Luttecke        | Mitsubishi Lancer | Osorno        | Valeo - Bacardí - Sony Ericcson - Movistar - Michelin |
| 63 | Andrea Gabutti        | Rodrigo Silva         | Opel Corsa        | Coquimbo      | Gabutti Corse - Stilo - OMP - Mobil |
| 64 | Cristóbal Geyger      | Jorge Modinger        | Renault Clio      | San Felipe    | Automotriz Renault Sergio Escobar y Cia. - Serviteca Artigues |